# Седанка (село)
Седанка — село в Тигильском районе Камчатского края России. Образует сельское поселение «Село Седанка».

## География
Село расположено в северо-западной части полуострова Камчатка, на реке Напана. Расстояние до ближайшего населённого пункта, села Тигиль, по прямой составляет 23,5 км, до Петропавловска-Камчатского — 519 км. Основано до 1953 года. Население по оценке 2007 года составило 660 человек. Населено преимущественно коряками.

## Сельское поселение
Статус и границы сельского поселения установлены Законом Корякского автономного округа от 2 декабря 2004 года № 365-ОЗ «О наделении статусом и определении административных центров муниципальных образований Корякского автономного округа».

## Население
| 2002 | 2010 | 2012 | 2013 | 2014 | 2015 | 2016 |
| ---- | ---- | ---- | ---- | ---- | ---- | ---- |
| 660  | ↘527 | ↘522 | ↘505 | ↘500 | →500 | ↘473 |
| 2017 | 2018 | 2019 | 2020 | 2021 |      |      |
| ↘461 | ↘459 | ↘457 | →457 | ↗475 |      |      |

На 2025 год в Седанке было зарегистрировано 457 человек, хотя реально проживает 258, среди которых лишь 67 мужчин старше 18 лет. 39 жителей села стали непосредственными участниками вторжения России на Украину. Из них, согласно поимённому списку Медиазоны, погибло как минимум пять, ещё один числится пропавшим без вести. Губернатор Камчатского края В. В. Солодов предложил присвоить Седанке звание «села воинской славы». Также, по его распоряжению в Седанке был установлен памятник «бойцам СВО».

## Спорт
Через село проходит трасса ежегодных соревнований по гонкам на собачьих упряжках «Берингия».